# Нетто Арена
Нетто Арена (пол. Netto Arena) — багатоцільова спортивно-розважальна споруда у Щецині, Польща.
Арена побудована у 2011—2014 роках. Офіційе відкриття відбулося 1 серпня 2014 року.
Має максимальну місткість 7055 глядацьких місць, з яких  5055 місць для спортивних подій та +2000 місць для концертних заходів.
Споруда призначена для прийому різних спортивних заходів, у тому числі змагання з легкої атлетики, гандболу, волейболу, баскетболу, тенісу, настільного тенісу, бадмінтону, єдиноборств, фехтування та гімнастики. Також зала арени призначена для показу театральних вистав, кінопоказів, концертів, виставок та конференцій.

## Галерея

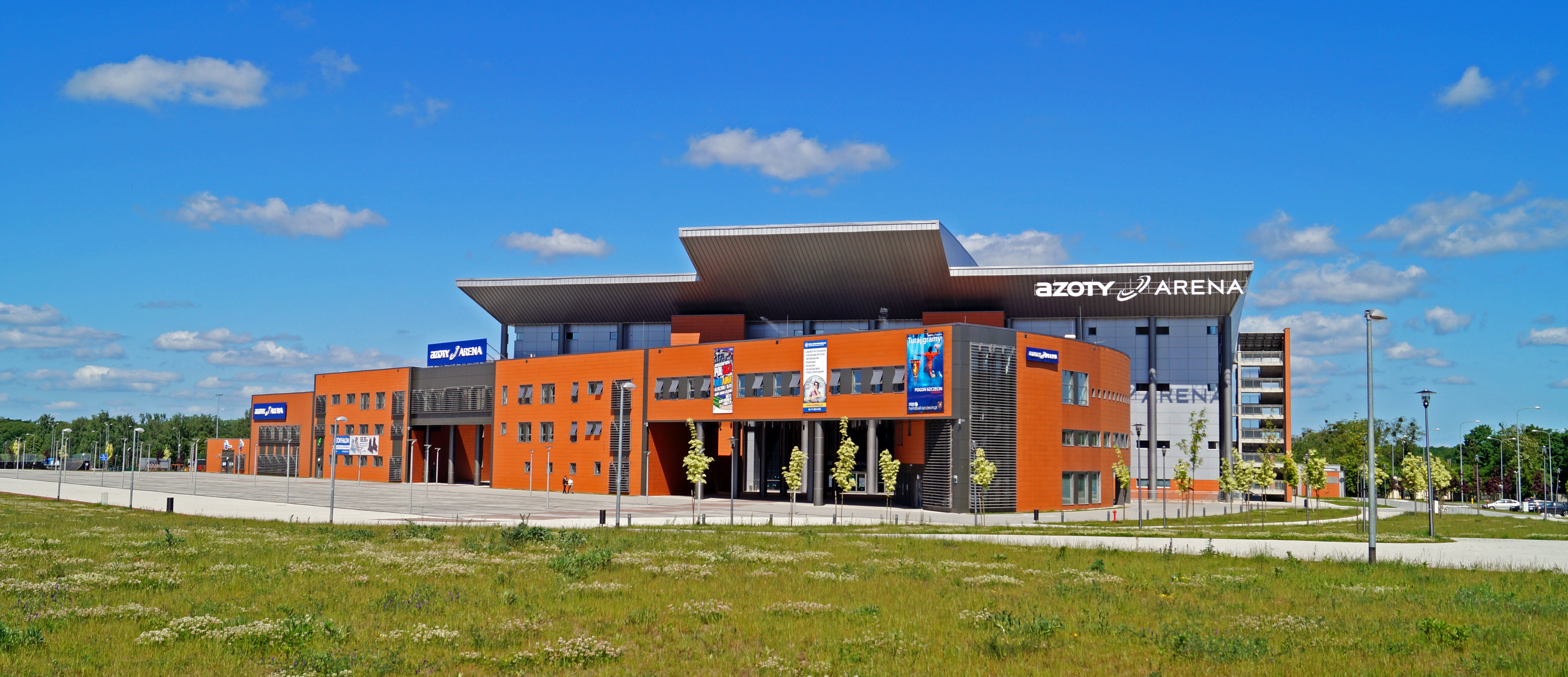
Вид із півдня
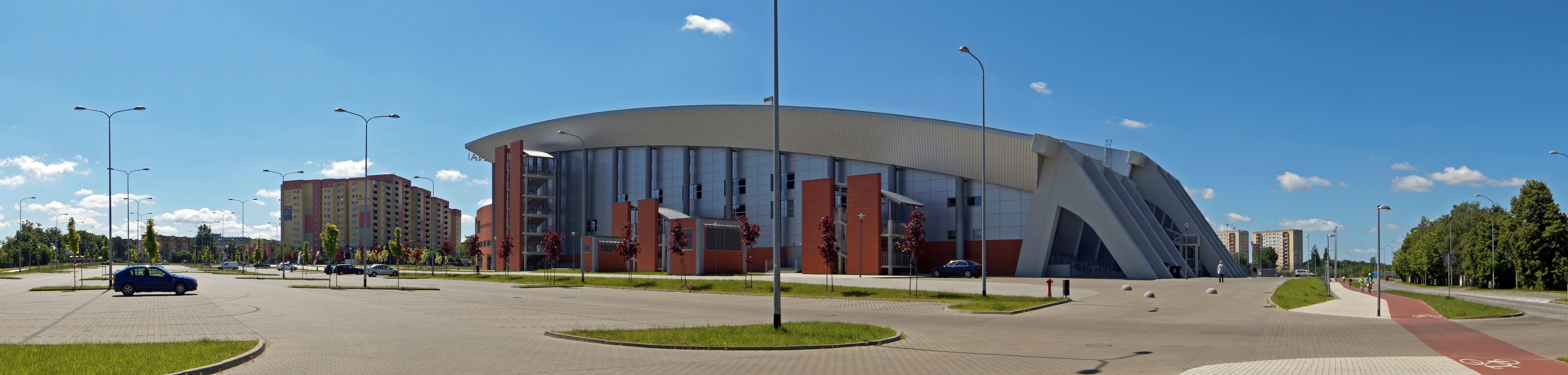
Вид з північного сходу
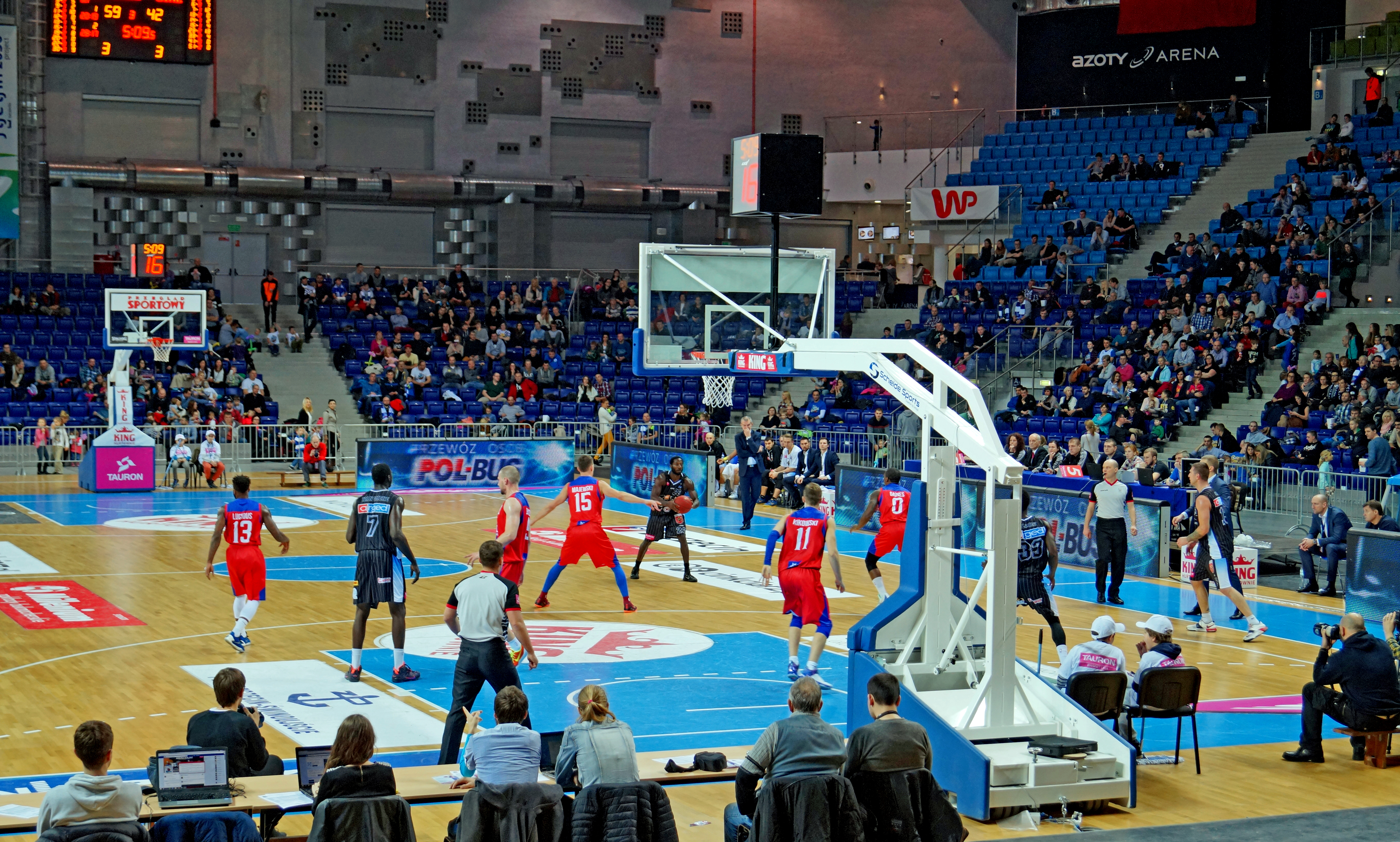
Центральна зала під час спортивного заходу
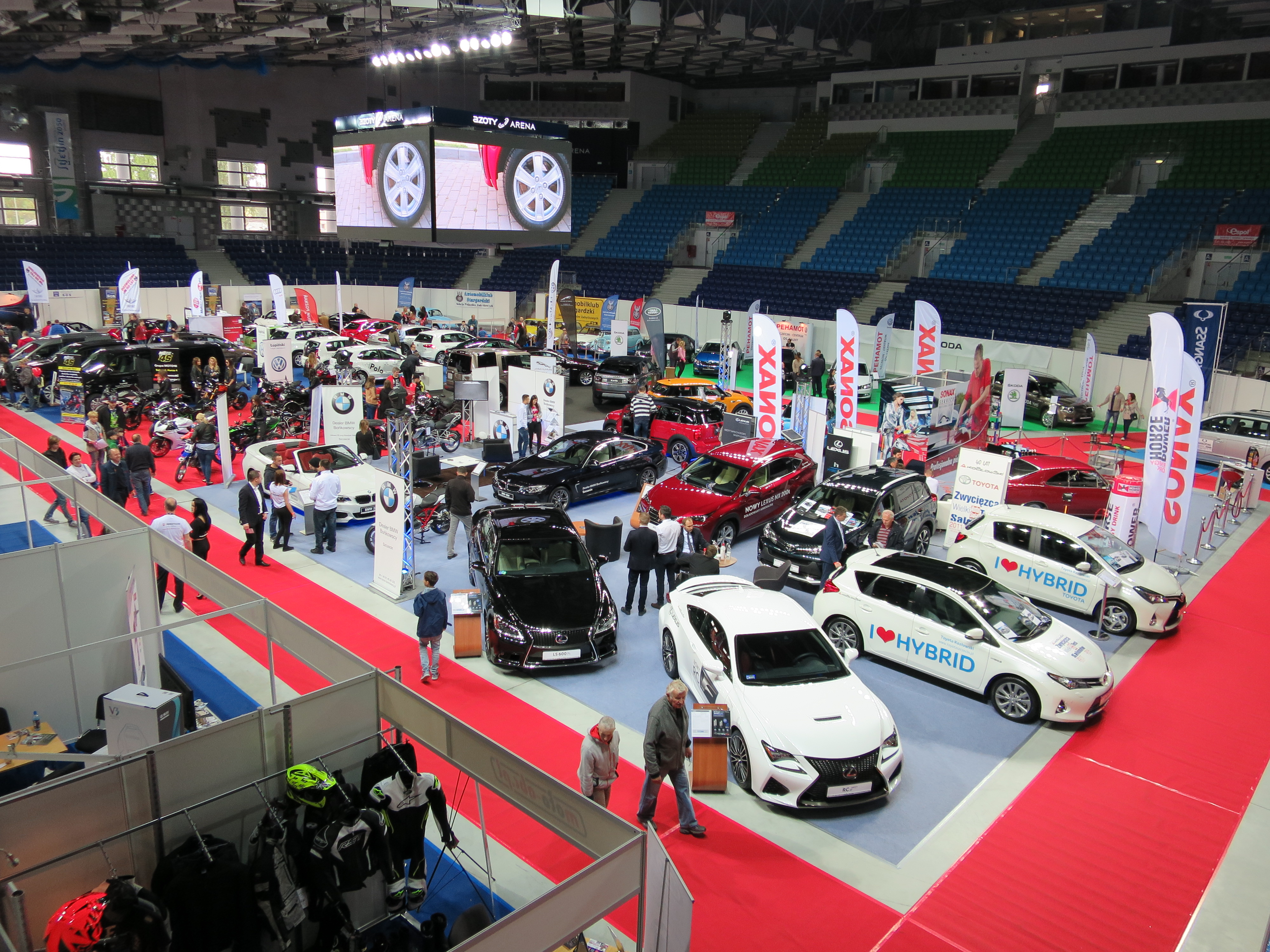
Центральна зала під час виставки
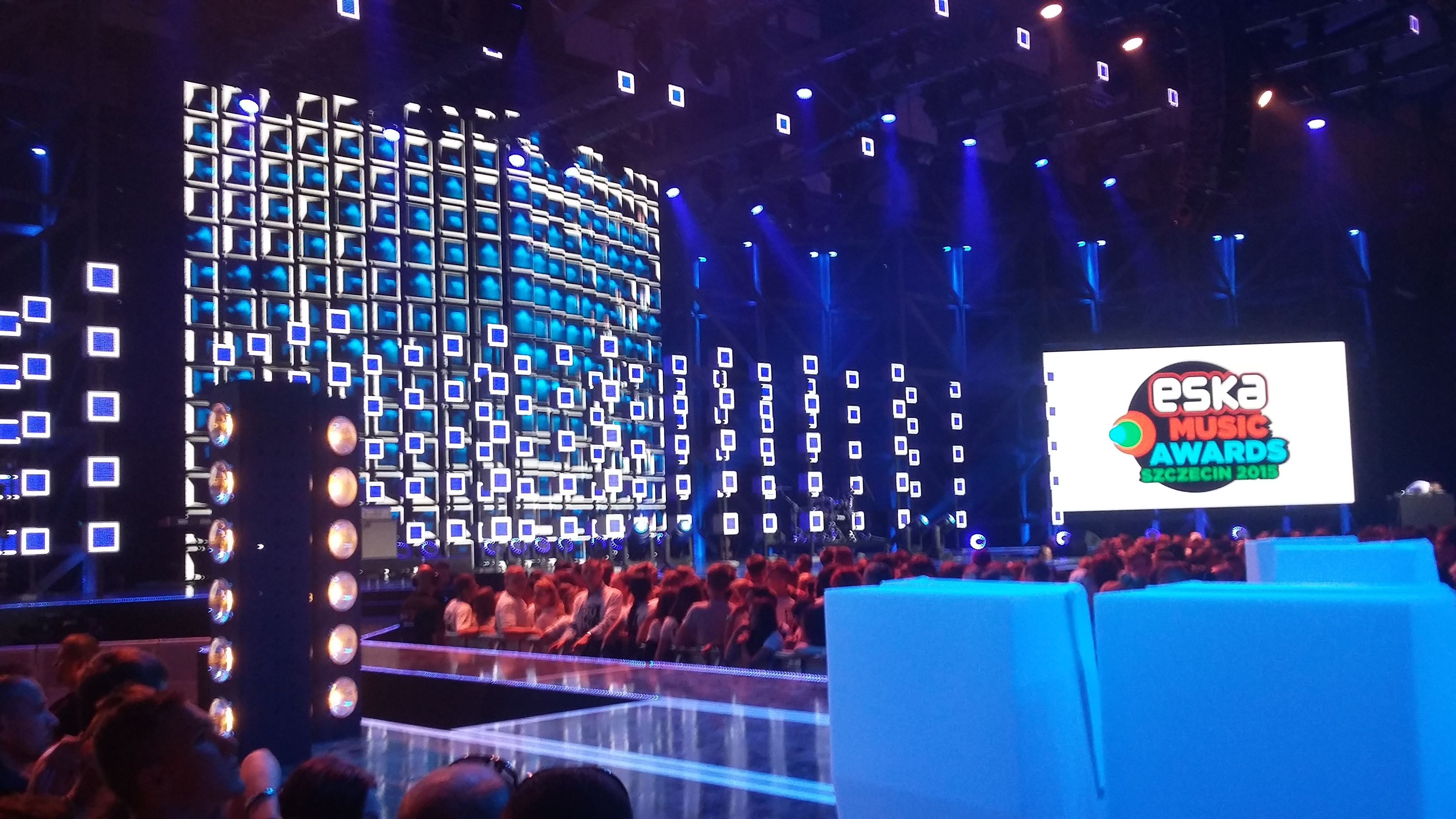
Сцена під галаконцерту «Eska Music Award» у 2015 році